# José Ibáñez (pintor)
José Ibáñez (Calataiud, 30 de juny de 1656 – 9 d'octubre de 1694) va ser un pintor barroc espanyol.
Fou fill de Bernardo Ibáñez (1619-1678), escultor que tenia un taller d'escultura i ensamblació a Calataiud. Quatre dels fills d'Ibáñez també van ser escultors (Juan Jerónimo, Manuel, Joaquín i Bernardo) per la qual cosa es va dedicar a José a la pintura per poder completar i ampliar els serveis del negoci familiar. És probable que José aprengués al costat de Juan Florén (1617-1681) pintor que estava actiu a Calataiud en l'època.
Només es coneixen dues obres de José Ibáñez, un retaule fingit dedicat a Sant Ignasi en una capella lateral de l'església de les caputxines de Calataiud i el llenç principal del retaule de Sant Francesc Xavier i Sant Ignasi de Loyola a l'església parroquial de Torralba de Ribota.
L'estil d'Ibáñez s'allunya del que fou el seu hipotètic mestre, Florén, i s'apropa més a l'estil barroc imperant en l'època, sent visible la influència madrilenya en les obres.